# 博爾頓 (伊利諾伊州)
博爾頓（英語：Bolton）是位於美國伊利諾伊州斯蒂芬森縣的一個非建制地區。該地的面積和人口皆未知。

## 地理
博爾頓的座標為42°14′31″N 89°43′31″W / 42.24194°N 89.72528°W，而該地的平均海拔高度為249米（即817英尺）。